# Ивановка (Чернушинский район)
Ивановка — деревня в Чернушинском районе Пермского края. Входит в состав Труновского сельского поселения.
По результатам переписи 2010 года численность населения составила 27 человек, в том числе 12 мужчин и 15 женщин.
В 2005 году численность населения составляла 37 человек.
Находится примерно в 23 км к юго-востоку от центра города Чернушки.